# Coupe de Croatie de football 2022-2023
Navigation
2021-2022 2023-2024
La Coupe de Croatie de football 2022-2023 est la trente-deuxième édition de la Coupe de Croatie. Le vainqueur se qualifie pour le 3e tour de qualification de Ligue Europa Conférence 2023-2024.

## Calendrier
| Tour              | Date                       | Équipes participantes | Équipes entrantes |
| ----------------- | -------------------------- | --------------------- | ----------------- |
| Tour préliminaire | 31 août 2022               | 32                    | 32                |
| 1er tour          | 19 octobre 2022            | 32                    | 16                |
| 2e tour           | 9 novembre 2022            | 16                    | -                 |
| Quarts de finale  | 28 février & 1er mars 2023 | 8                     | -                 |
| Demi-finale       | 5 & 12 avril 2023          | 4                     | -                 |
| Finale            | 24 mai 2023                | 2                     | -                 |

## Clubs participantes
T = Tenant du titre
| Clubs avec le meilleur coefficient de coupe (16 clubs) | Vainqueurs et finalistes des coupes départementales (32 clubs) |
| --- | --- |
| - HNK Rijeka - Dinamo Zagreb - HNK Hajduk Split T - NK Lokomotiva Zagreb - NK Osijek - NK Istra 1961 - HNK Gorica - NK Slaven Belupo - NK Inter Zaprešić (dissout en début de saison) - HNK Šibenik - NK Rudeš - NK Varaždin - NK Vinogradar - NK Oriolik - HNK Cibalia - RNK Split | - Vainqueur de la coupe du Comitat d'Osijek-Baranja : NK BSK Bijelo Brdo - Finaliste de la coupe du Comitat d'Osijek-Baranja : NK Belišće - Vainqueur de la coupe du Comitat de Zagreb : NK Sava Strmec - Finaliste de la coupe du Comitat de Zagreb : NK Bistra - Vainqueur de la coupe du Comitat de Brod-Posavina : NK Slavonac Bukovlje - Finaliste de la coupe du Comitat de Brod-Posavina : NK Marsonia Slavonski Brod - Vainqueur de la coupe du Comitat de Vukovar-Syrmie : NK Borinci Jarmina - Finaliste de la coupe du Comitat de Vukovar-Syrmie : NK Vuteks Sloga - Vainqueur de la coupe du Comitat de Međimurje : NK Nedečišće - Finaliste de la coupe du Comitat de Međimurje : NK Međimurje Čakovec - Vainqueur de la coupe du Comitat de Koprivnica-Križevci : NK Tehničar Cvetkovec - Finaliste de la coupe du Comitat de Koprivnica-Križevci : NK Radnik Križevci - Vainqueur de la coupe du Comitat d'Istrie : NK Jadran Poreč - Finaliste de la coupe du Comitat d'Istrie : NK Funtana - Vainqueur de la coupe du Comitat de Sisak-Moslavina : HNŠK Moslavina - Finaliste de la coupe du Comitat de Sisak-Moslavina : NK Mladost Petrinja - Vainqueur de la coupe du Comitat de Virovitica-Podravina : NK Virovitica - Finaliste de la coupe du Comitat de Virovitica-Podravina : NK Papuk Orahovica - Vainqueur de la coupe du Comitat de Varaždin : NK Varteks - Finaliste de la coupe du Comitat de Varaždin : NK Bednja Beletinec - Vainqueur de la coupe du Comitat de Bjelovar-Bilogora : NK Mladost Ždralovi - Finaliste de la coupe du Comitat de Bjelovar-Bilogora : NK Bjelovar - Vainqueur de la coupe du Comitat de Split-Dalmatie : NK Solin - Vainqueur de la coupe de la ville de Zagreb : NK Dubrava - Vainqueur de la coupe du Comitat de Primorje-Gorski Kotar : NK Grobničan - Vainqueur de la coupe du Comitat de Požega-Slavonie : NK BSK Buk - Vainqueur de la coupe du Comitat de Zadar : HNK Primorac Biograd na Moru - Vainqueur de la coupe du Comitat de Karlovac : NK Karlovac - Vainqueur de la coupe du Comitat de Dubrovnik-Neretva : NK Neretva - Vainqueur de la coupe du Comitat de Krapina-Zagorje : NK Gaj Mače - Vainqueur de la coupe du Comitat de Šibenik-Knin : NK Vodice - Vainqueur de la coupe du Comitat de Lika-Senj : NK Nehaj |

## Résultats

### Tour préliminaire
Le tirage au sort a eu lieu le 19 juillet 2022 et les matchs ont lieu le 31 août 2022.
| Équipe 1              | Résultat        | Équipe 2                     |
| --------------------- | --------------- | ---------------------------- |
| NK Sava Strmec        | 4 - 6           | NK Bednja Beletinec          |
| HNŠK Moslavina        | 3 - 2           | NK Međimurje Čakovec         |
| NK Solin              | 6 - 1           | NK Funtana                   |
| NK Nehaj              | 0 - 4           | HNK Primorac Biograd na Moru |
| NK Neretva            | 0 - 2           | NK Grobničan                 |
| NK BSK Bijelo Brdo    | 5 - 1           | NK Marsonia Slavonski Brod   |
| NK Radnik Križevci    | 1 - 3           | NK Dubrava                   |
| NK Nedečišće          | 3 - 3 5 - 4 tab | NK Varteks                   |
| NK Virovitica         | 0 - 6           | NK Mladost Ždralovi          |
| NK Tehničar Cvetkovec | 4 - 0           | NK Mladost Petrinja          |
| NK Belišće            | 3 - 0           | NK BSK Buk                   |
| NK Bjelovar           | 1 - 0 ap        | NK Gaj Mače                  |
| NK Slavonac Bukovlje  | 0 - 2           | NK Borinci Jarmina           |
| NK Papuk Orahovica    | 0 - 0 4 - 2 tab | NK Karlovac                  |
| NK Vuteks Sloga       | 1 - 2           | NK Jadran Poreč              |
| NK Bistra             | 2 - 1           | NK Vodice                    |

### Premier tour
Le tirage au sort est déterminé selon le coefficient des clubs en coupe. La plupart des matchs ont lieu le 19 octobre 2022.
| Équipe 1                     | Résultat        | Équipe 2             |
| ---------------------------- | --------------- | -------------------- |
| HNŠK Moslavina               | 1 - 1 4 - 5 tab | HNK Rijeka           |
| NK Borinci Jarmina           | 0 - 4           | Dinamo Zagreb        |
| NK Tehničar Cvetkovec        | 1 - 5           | HNK Hajduk Split     |
| NK Bistra                    | 1 - 6           | NK Lokomotiva Zagreb |
| NK Papuk Orahovica           | 0 - 2           | NK Osijek            |
| NK Grobničan                 | 1 - 2           | NK Istra 1961        |
| NK Dubrava                   | 2 - 3           | HNK Gorica           |
| NK Solin                     | 1 - 2 ap        | NK Slaven Belupo     |
| NK Nedečišće                 | w/o             | NK Inter Zaprešić    |
| NK Jadran Poreč              | 1 - 2           | HNK Šibenik          |
| NK Bednja Beletinec          | 0 - 3           | NK Rudeš             |
| HNK Primorac Biograd na Moru | 1 - 4 ap        | NK Varaždin          |
| NK Bjelovar                  | 4 - 2 ap        | NK Vinogradar        |
| NK Mladost Ždralovi          | 6 - 0           | NK Oriolik           |
| RNK Split                    | 2 - 0           | HNK Cibalia          |
| NK Belišće                   | 1 - 5           | NK BSK Bijelo Brdo   |

### Deuxième tour
Le tirage est déterminé en fonction des nombres définis pour chacune des équipes. La plupart des matchs ont lieu le 9 novembre 2022.
| Équipe 1            | Résultat | Équipe 2             |
| ------------------- | -------- | -------------------- |
| NK BSK Bijelo Brdo  | 2 - 1    | HNK Rijeka           |
| RNK Split           | 1 - 3    | Dinamo Zagreb        |
| NK Mladost Ždralovi | 0 - 2    | HNK Hajduk Split     |
| NK Bjelovar         | 0 - 1    | NK Lokomotiva Zagreb |
| NK Varaždin         | 1 - 2    | NK Osijek            |
| NK Rudeš            | 2 - 1    | NK Istra 1961        |
| HNK Šibenik         | 2 - 0    | HNK Gorica           |
| NK Nedečišće        | 0 - 6    | NK Slaven Belupo     |

### Quarts de finale
Les matchs ont lieu les 28 février et 1er mars 2023.
| Équipe 1           | Résultat | Équipe 2             |
| ------------------ | -------- | -------------------- |
| NK Osijek          | 1 - 2    | HNK Hajduk Split     |
| Dinamo Zagreb      | 3 - 1 ap | NK Lokomotiva Zagreb |
| NK Slaven Belupo   | 2 - 0    | NK Rudeš             |
| NK BSK Bijelo Brdo | 0 - 6    | HNK Šibenik          |

### Demi-finale
Le tirage au sort a eu lieu le 6 mars 2023, tandis que les matchs ont lieu les 5 et 12 avril 2023.
| 5 avril 2023 | HNK Šibenik          | 2 - 1   | Dinamo Zagreb | Stade Šubićevac, Šibenik                  |                                           |
| 17h30        | Pozo 72e · Čop 90+3e | (0 - 0) | 1re Drmić     | Spectateurs : 2 261 Arbitrage : Dario Bel | Spectateurs : 2 261 Arbitrage : Dario Bel |
| 17h30        | Rapport              |         |               | Spectateurs : 2 261 Arbitrage : Dario Bel | Spectateurs : 2 261 Arbitrage : Dario Bel |

| 12 avril 2023 | NK Slaven Belupo | 0 - 1   | HNK Hajduk Split  | Gradski stadion, Koprivnica                    |                                                |
| 17h30         |                  | (0 - 0) | 59e (pen.) Livaja | Spectateurs : 3 000 Arbitrage : Patrik Kolarić | Spectateurs : 3 000 Arbitrage : Patrik Kolarić |
| 17h30         | Rapport          |         |                   | Spectateurs : 3 000 Arbitrage : Patrik Kolarić | Spectateurs : 3 000 Arbitrage : Patrik Kolarić |

### Finale
Le 27 février 2023, il a été annoncé que la finale se jouera au Stadion Rujevica de Rijeka. La finale a eu lieu le 24 mai 2023.
| 24 mai 2023 | HNK Hajduk Split                  | 2 - 0   | HNK Šibenik | Stadion Rujevica, Rijeka                   |                                            |
| 19h00       | Melnjak 64e · Livaja 90+4e (pen.) | (0 - 0) |             | Spectateurs : 7 041 Arbitrage : Igor Pajač | Spectateurs : 7 041 Arbitrage : Igor Pajač |
| 19h00       | Rapport                           |         |             | Spectateurs : 7 041 Arbitrage : Igor Pajač | Spectateurs : 7 041 Arbitrage : Igor Pajač |

## Meilleur buteurs
| # | Buteur           | Club                         | Buts |
| - | ---------------- | ---------------------------- | ---- |
| 1 | Josip Drmić      | Dinamo Zagreb                | 6    |
| 2 | Marko Guja       | NK Mladost Ždralovi          | 4    |
| 3 | Vice Birkić      | HNK Primorac Biograd na Moru | 3    |
| 3 | Jan Mlakar       | HNK Hajduk Split             | 3    |
| 3 | Marc Tokich      | NK BSK Bijelo Brdo           | 3    |
| 3 | Sandro Kulenović | NK Lokomotiva Zagreb         | 3    |